# 島秀雄記念優秀著作賞
島秀雄記念優秀著作賞（しまひでおきねんゆうしゅうちょさくしょう）は、鉄道友の会が2008年1月26日に制定した賞である。

## 概要
島秀雄記念優秀著作賞は、鉄道に関する優れた著作物または著作物に関わる功績に対し、鉄道友の会が選定する賞である。元日本国有鉄道技師長で鉄道友の会初代会長であった島秀雄の名を遺族の了解を得て、賞名に冠している。
賞には、単行本部門、定期刊行物部門、特別部門の3部門があり、単行本部門は優秀な書籍から、定期刊行物は定期刊行物に掲載された優秀な著作物から、特別部門は書籍や定期刊行物以外の著作物または著作物に関わる功績から選定される。

## 選定までの流れ

### 候補の推薦
はじめに、推薦実施年の前年末に鉄道友の会正会員から選考委員が選出される。
年明け後、単行本部門と定期刊行物部門については、鉄道友の会正会員・家族会員と選考委員会が指定する出版社によって、前年1月1日から12月31日までの間に発行された著作物のうちから候補の推薦を行う。推薦は、自薦、他薦を問わない。特別部門については、選考委員が推薦を行う。

### 選定・発表
選考委員によって組織される選考委員会は、推薦を受け、選定を行う。選定された著作物の著作者や功績の関係者には、賞状及び賞品が贈呈される。

## 選定結果
| 過去の選定結果一覧 | 過去の選定結果一覧 | 過去の選定結果一覧                                                                 | 過去の選定結果一覧                   | 過去の選定結果一覧     | 過去の選定結果一覧                                                                              |
| 年                 | 部門               | タイトル                                                                           | 著者                                 | 出版社                 | 備考                                                                                            |
| ------------------ | ------------------ | ---------------------------------------------------------------------------------- | ------------------------------------ | ---------------------- | ----------------------------------------------------------------------------------------------- |
| 2008年             | 単行本部門         | 蒸気機関車200年史                                                                  | 齋藤晃                               | NTT出版                | ISBN 978-4-7571-4151-3                                                                          |
| 2008年             | 単行本部門         | のりもの絵本 -木村定男の世界- I・II                                                | 関田克孝                             | フレーベル館           | ISBN 978-4-577-03363-0 ISBN 978-4-577-03364-7                                                   |
| 2008年             | 定期刊行物部門     | 京成電軌の四輪単車を再考する                                                       | 江原光昭                             | （電気車研究会）       | 『鉄道ピクトリアル』2007年3月臨時増刊号掲載                                                     |
| 2008年             | 定期刊行物部門     | 余部橋梁 その1・その2                                                              | 小西純一                             | （交友社）             | 『鉄道ファン』2007年7・8月号掲載                                                                |
| 2008年             | 定期刊行物部門     | 知られざる名鉄電車史 1・2                                                          | 名鉄資料館                           | （電気車研究会）       | 『鉄道ピクトリアル』2007年7・8月号掲載                                                          |
| 2008年             | 特別部門           | 会報『鉄道史料』の継続出版（功績）                                                 |                                      | （鉄道史資料保存会）   |                                                                                                 |
| 2009年             | 単行本部門         | 山陽鉄道物語 先駆的な営業施策を数多く導入した輝しい足跡                            | 長船友則                             | JTBパブリッシング      | ISBN 978-4-533-07028-0                                                                          |
| 2009年             | 単行本部門         | 日本の蒸気動車 上・下                                                              | 湯口徹                               | ネコ・パブリッシング   | ISBN 978-4-7770-5229-5 ISBN 978-4-7770-5230-1                                                   |
| 2009年             | 単行本部門         | 鉄道風景30題 過ぎ去ったときを再現する                                              | 河田耕一                             | 機芸出版社             | ISBN 978-4-905659-16-7                                                                          |
| 2009年             | 定期刊行物部門     | 東京市の静脈物流と私有貨車                                                         | 澤内一晃                             | （電気車研究会）       | 『鉄道ピクトリアル』2008年1月増刊号掲載                                                         |
| 2009年             | 特別部門           | 上州を走ったトラム 伊香保電車                                                      | 田部井康修                           | 東武博物館             | 同博物館で開催された同名の特別展にちなみ発行された写真集                                        |
| 2010年             | 単行本部門         | 日本の市内電車 1895 - 1945                                                         | 和久田康雄                           | 成山堂書店             | ISBN 978-4-425-96151-1                                                                          |
| 2010年             | 単行本部門         | 門鉄デフ物語 切取式除煙板調査報告                                                  | 関崇博                               | ネコ・パブリッシング   | ISBN 978-4-7770-5257-8                                                                          |
| 2010年             | 単行本部門         | 九州を走った汽車・電車                                                             | 奈良崎博保                           | JTBパブリッシング      | ISBN 978-4-533-07674-9                                                                          |
| 2010年             | 単行本部門         | 食堂車乗務員物語 あの頃、ご飯は石炭レンジで炊いていた                              | 宇都宮照信                           | 交通新聞社             | ISBN 978-4-330-11009-7                                                                          |
| 2010年             | 定期刊行物部門     | 雪国を駆けぬける「スノーラビット」                                                 | 大熊孝夫                             | （交友社）             | 『鉄道ファン』2009年5月号掲載                                                                   |
| 2010年             | 特別部門           | 『日本鉄道旅行地図帳』の刊行に対して                                               |                                      | （新潮社）             |                                                                                                 |
| 2011年             | 単行本部門         | 国鉄EF13形 戦時型電機の生涯 上・下                                                 | 小林正義                             | ネコ・パブリッシング   | ISBN 978-4-7770-5273-8 ISBN 978-4-7770-5277-6                                                   |
| 2011年             | 単行本部門         | 出石鉄道 二千人の株主が支えた鉄道                                                  | 安保彰夫                             | ネコ・パブリッシング   | ISBN 978-4-7770-5289-9                                                                          |
| 2011年             | 単行本部門         | 西鉄電車おもいでアルバム 昭和晩年の福岡市内線・大牟田線急行電車・宮地岳線          | 大田治彦                             | 櫂歌書房               | ISBN 978-4-434-14490-5                                                                          |
| 2011年             | 定期刊行物部門     | 緩衝式車止めの形態と分類                                                           | 初澤毅                               | （電気車研究会）       | 『鉄道ピクトリアル』2010年7・8・9月号掲載                                                       |
| 2011年             | 定期刊行物部門     | 鉄道の掲示と行先標の変遷                                                           | 堀岡健司                             | （電気車研究会）       | 『鉄道ピクトリアル』2010年10月号掲載                                                            |
| 2011年             | 特別部門           | 「京阪電車百周年に関する著作物」の企画に対して                                     |                                      | （京阪電気鉄道）       |                                                                                                 |
| 2012年             | 単行本部門         | 銚子電気鉄道 上・下                                                                | 白土貞夫                             | ネコ・パブリッシング   | ISBN 978-4777053094 ISBN 978-4777053100                                                         |
| 2012年             | 単行本部門         | 国鉄鋼製客車史 第6編「オハ71形の一族」 上巻・下巻                                  | 三橋克己、葛英一、藤本邦彦           | 車両史編さん会         |                                                                                                 |
| 2012年             | 定期刊行物部門     | 岐阜地区の進駐軍輸送の実態を探る                                                   | 渡利正彦                             | （電気車研究会）       | 『鉄道ピクトリアル』2011年5・6月号掲載                                                          |
| 2012年             | 特別部門           | 「機関車表DVD版の制作」に対して                                                    | （沖田祐作）                         |                        |                                                                                                 |
| 2012年             | 特別部門           | 「貨車に関する一連の著作」に対して                                                 | （吉岡心平）                         |                        |                                                                                                 |
| 2013年             | 単行本部門         | 鉄道メカニズム探究 エンジニアが鉄道の技術をわかりやすく綴る                        | 辻村功                               | JTBパブリッシング      | ISBN 978-4533084454                                                                             |
| 2013年             | 単行本部門         | 日本の食堂車                                                                       | 鉄道友の会 客車気動車研究会          | ネコ・パブリッシング   | ISBN 978-4777053209                                                                             |
| 2013年             | 単行本部門         | 鉄道の文学誌                                                                       | 小関和弘                             | 日本経済評論社         | ISBN 978-4818822108                                                                             |
| 2013年             | 単行本部門         | 鉄道の「知」を探る                                                                 | 鉄道の「知」を探る編集委員会         | 山川出版社             | ISBN 978-4634170063                                                                             |
| 2013年             | 定期刊行物部門     | 北海道の私鉄車両                                                                   | 澤内一晃、星良助                     | （鉄道友の会）         | 『RAILFAN』2007年8月号 - 2012年6月号掲載 （2016年北海道新聞社より単行本化 ISBN 978-4894538146） |
| 2013年             | 特別部門           | 「機関車史研究会の一連の著作」に対して                                             | （近藤一郎）                         |                        |                                                                                                 |
| 2014年             | 単行本部門         | 貨車車票の歴史 (戦前編/戦後編)                                                     | 浦田慎                               | 貨物鉄道博物館         |                                                                                                 |
| 2014年             | 単行本部門         | 名古屋市電 上・中・下                                                              | 服部重敬                             | ネコ・パブリッシング   | ISBN 978-4777053520 ISBN 978-4777053551 ISBN 978-4777053575                                     |
| 2014年             | 定期刊行物部門     | ミャンマーへ行った日本型気動車2013                                                 | 斎藤幹雄                             | （電気車研究会）       | 『鉄道ピクトリアル』2013年5月号掲載                                                             |
| 2014年             | 定期刊行物部門     | 西武鉄道の旧型国電研究                                                             | 北村拓                               | （電気車研究会）       | 『鉄道ピクトリアル』2013年12月増刊号掲載                                                        |
| 2014年             | 特別部門           | 「車両側面のイラストによる一連の著作」に対して                                     | （片野正巳）                         |                        |                                                                                                 |
| 2015年             | 単行本部門         | 「阿房列車」の時代と鉄道                                                           | 和田洋                               | 交通新聞社             | ISBN 978-4330463148                                                                             |
| 2015年             | 単行本部門         | 特撰 森林鉄道情景                                                                  | 西裕之                               | 講談社                 | ISBN 978-4062703123                                                                             |
| 2015年             | 定期刊行物部門     | 都市鉄道直通運転のダイヤを考える                                                   | 富井規雄                             | （電気車研究会）       | 『鉄道ピクトリアル』2014年6月号掲載                                                             |
| 2015年             | 定期刊行物部門     | 戦後ディーゼル機関車発達史の論点、争点、疑問点                                     | 岩成政和                             | （電気車研究会）       | 『鉄道ピクトリアル』2014年7月号掲載                                                             |
| 2015年             | 特別部門           | 「小田急電鉄に関する一連の著作」に対して                                           | （生方良雄）                         |                        |                                                                                                 |
| 2016年             | 単行本部門         | 国鉄蒸気機関車史                                                                   | 高木宏之                             | ネコ・パブリッシング   | ISBN 978-4777053797                                                                             |
| 2016年             | 単行本部門         | 知られざる連合軍専用客車の全貌                                                     | 中村光司                             | JTBパブリッシング      | ISBN 978-4533103506                                                                             |
| 2016年             | 定期刊行物部門     | 狭小トンネル用PS23形パンタグラフ                                                   | 野元浩                               | （電気車研究会）       | 『鉄道ピクトリアル』2015年12月号掲載                                                            |
| 2016年             | 特別部門           | 「関西の鉄道」ほかの継続出版に対して                                               | （関西鉄道研究会）                   |                        |                                                                                                 |
| 2016年             | 特別部門           | 「中国鉄道時刻表」の出版に対して                                                   | （中国鉄道時刻研究会）               |                        |                                                                                                 |
| 2017年             | 単行本部門         | 海をわたる機関車 近代日本の鉄道発展とグローバル化                                  | 中村尚史                             | 吉川弘文館             | ISBN 978-4642038515                                                                             |
| 2017年             | 単行本部門         | 路面電車発展史                                                                     | 大賀寿郎                             | 戎光祥出版             | ISBN 978-4864031967                                                                             |
| 2017年             | 定期刊行物部門     | ハイブリッド大全                                                                   | フリーランス・プロダクツ             | （交友社）             | 『鉄道ファン』2016年1月号掲載                                                                   |
| 2017年             | 特別部門           | 戦後日本の鉄道カラー写真に関する一連の著作に対して                                 | （ジェイ・ウォーリー・ヒギンズ）     |                        |                                                                                                 |
| 2017年             | 特別部門           | 「昭和天皇御召列車全記録」の編集に対して                                           | （新潮社日本鉄道旅行地図帳編集部）   |                        |                                                                                                 |
| 2017年             | 特別部門           | 「置戸森林鉄道」の出版に対して                                                     | （橋爪実）                           |                        |                                                                                                 |
| 2018年             | 単行本部門         | 紀州鉱山専用軌道                                                                   | 名取紀之                             | ネコ・パブリッシング   | ISBN 978-4777054084                                                                             |
| 2018年             | 単行本部門         | 阿里山森林鉄道                                                                     | KEMURI PRO.                          | 南軽出版局             |                                                                                                 |
| 2018年             | 定期刊行物部門     | 日本初の連節車京阪電気鉄道60型・びわこ号                                           | 中山嘉彦                             | （エリエイ）           | 『レイル』No.103掲載                                                                            |
| 2018年             | 特別部門           | 「釧路・根室の簡易軌道」の出版に対して                                             |                                      | （釧路市立博物館）     |                                                                                                 |
| 2019年             | 単行本部門         | 定山渓鉄道                                                                         | 久保ヒデキ                           | 北海道新聞社           | ISBN 978-4894538870                                                                             |
| 2019年             | 単行本部門         | 地方私鉄1960年代の回想 上・下                                                      | 風間克美                             | OFFICE NATORI          | ISBN 978-4885481291 ISBN 978-4885481307                                                         |
| 2019年             | 定期刊行物部門     | 駅ナンバリング考                                                                   | 山本直弘                             | （交友社）             | 『鉄道ファン』2017年12月～2018年3月号掲載                                                       |
| 2019年             | 特別部門           | 「全国蒸気機関車配置表」の出版に対して                                             |                                      | （イカロス出版）       | ISBN 978-4802204354                                                                             |
| 2020年             | 単行本部門         | 名古屋鉄道車両史（2019）上・下                                                     | 清水武、田中義人                     | アルファベータブックス | ISBN 978-4-86598-847-5 ISBN 978-4-86598-848-2                                                   |
| 2020年             | 単行本部門         | 鉄道を支える匠の技                                                                 | 青田孝                               | 交通新聞社             | ISBN 978-4-330-97119-3                                                                          |
| 2020年             |                    | 「黎明期の貨車移動機」                                                             | 在羽テヌヒト（田嶋玲）               | 交現社在羽製作所       |                                                                                                 |
| 2020年             | 定期刊行物部門     | JR奈良線の歴史を探る                                                               | 高田圭                               | （エリエイ）           | 『レイル』No.109掲載                                                                            |
| 2020年             | 特別部門           | 「ニチユ機関車図鑑」（イカロス出版）ほか一連の著作に対して                         | 岡本憲之                             | イカロス出版           |                                                                                                 |
|                    | 特別部門           | 「むかし、秋保まで鉄道が走ってた。」ほかの一連の企画に対してほか一連の著作に対して | 東北福祉大学・鉄道交流ステーション   |                        |                                                                                                 |
| 2021年             | 単行本部門         | 三池炭鉱専用鉄道の略歴と機関車                                                     | 藤原義弘                             | みらい広告出版         |                                                                                                 |
| 2021年             | 単行本部門         | よみがえる記憶・北陸の鉄路                                                         | 西脇恵、泉竜太郎                     | 中日新聞社             | ISBN 978-4806207672                                                                             |
| 2021年             | 定期刊行物部門     | 京都市交通局2号電車について                                                        | 小野田滋、加藤幸弘、遠藤晃一、大菅直 | （エリエイ）           | 『レイル』No.116掲載                                                                            |
| 2021年             | 特別部門           | 『京急230形』ほか一連の著作に対して                                                | 佐藤良介                             | ネコ・パブリッシング   |                                                                                                 |
| 2021年             | 特別部門           | 『鉄の馬と兵ども』ほか一連の著作に対して                                           | 椎橋俊之                             | イカロス出版           |                                                                                                 |